# نقد کتاب لندن
نقد کتاب لندن (به انگلیسی: The London Review of Books) (به اختصار:LRB) یک مجله ادبی بریتانیایی است که دو بار در ماه منتشر می‌شود و شامل مقالاتی معمولاً به صورت نقد کتاب دربارهٔ موضوعات ادبیات داستانی و غیر داستانی است. این مجله ادبی در سال ۱۹۷۹ میلادی تأسیس شد.